# Amphipsyche gratiosa
Amphipsyche gratiosa är en nattsländeart som beskrevs av Navás 1922. Amphipsyche gratiosa ingår i släktet Amphipsyche och familjen ryssjenattsländor. Inga underarter finns listade i Catalogue of Life.